# 5 de Mayo, Mapastepec
5 de Mayo är en ort i Mexiko.   Den ligger i kommunen Mapastepec och delstaten Chiapas, i den sydöstra delen av landet, 800 km sydost om huvudstaden Mexico City. 5 de Mayo ligger 98 meter över havet och antalet invånare är 118.
Terrängen runt 5 de Mayo är varierad. Runt 5 de Mayo är det ganska tätbefolkat, med 62 invånare per kvadratkilometer. Närmaste större samhälle är Mapastepec, 12,7 km väster om 5 de Mayo. Omgivningarna runt 5 de Mayo är en mosaik av jordbruksmark och naturlig växtlighet.